# Wadworth
Wadworth – wieś w Anglii, w hrabstwie ceremonialnym South Yorkshire, w dystrykcie metropolitalnym Doncaster. Leży 23 km na północny wschód od miasta Sheffield i 229 km na północ od Londynu. W 2001 miejscowość liczyła 1229 mieszkańców.